# Bairdiella icistia
Bairdiella icistia är en fiskart som först beskrevs av Jordan och Gilbert 1882.  Bairdiella icistia ingår i släktet Bairdiella och familjen havsgösfiskar. IUCN kategoriserar arten globalt som livskraftig. Inga underarter finns listade.